# Misawa

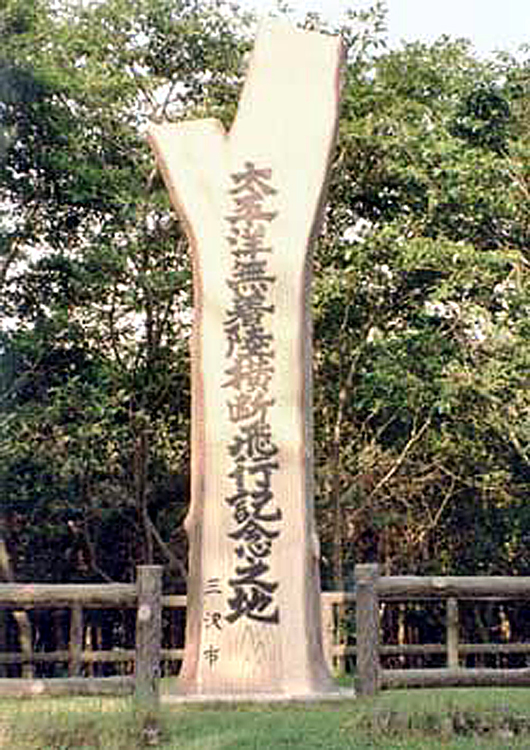
Miss Veedol Marker.

 (juillet 2016).
Si vous disposez d'ouvrages ou d'articles de référence ou si vous connaissez des sites web de qualité traitant du thème abordé ici, merci de compléter l'article en donnant les références utiles à sa vérifiabilité et en les liant à la section « Notes et références ».
Misawa (三沢市, Misawa-shi) est une ville située dans la préfecture d'Aomori, sur l'île de Honshū, au Japon.

## Géographie

### Situation
La ville de Misawa est située dans l'est de la préfecture d'Aomori, dans la région de Tōhoku au Japon.

### Démographie
En décembre 2021, la population de la ville de Misawa était de 38 744 habitants répartis sur une superficie de 119,87 km2.

### Hydrographie
Misawa est bordée par l'océan Pacifique à l'est et le lac Ogawara à l'ouest.

## Histoire
Le 11 janvier 1952, l'aéroport de Misawa est inauguré, et la Japan Airlines le relie à Tokyo et à Sapporo (aéroport de Chitose). L'aéroport possède alors des innovations technologiques fulgurantes à l'époque, comme la présence de fils chauffants sous les pistes pour éviter le gel des pistes lors des hivers parfois très rudes.
Le village de Misawa accède au statut de ville le 1er septembre 1958.
Le 11 janvier 1966, un incendie ravage 10,8 ha de la ville, détruisant demeures et commerces.

### Base militaire
Misawa accueille une base de l'US Air Force, Misawa Air Base. La base abrite la 35th Fighter Wing avec ses F-16, parmi d'autres organisations attenantes.
Depuis le début de la guerre froide, Misawa abrite une importante base US pour l'interception des communications, gérée par l'ASA (le service de renseignements de l'US Air Force) . En 2003, Le Centre des opérations de sécurité de Misawa (MSOC), situé dans la partie ouest de la base aérienne de Misawa, comprend des éléments de la DOD, le 373e groupe d'Intelligence, le 403e détachement d'Intelligence militaire et le Commandement des opérations d'Information de l'US Navy. MSOC était connu comme le Misawa Cryptologic Operations Center.

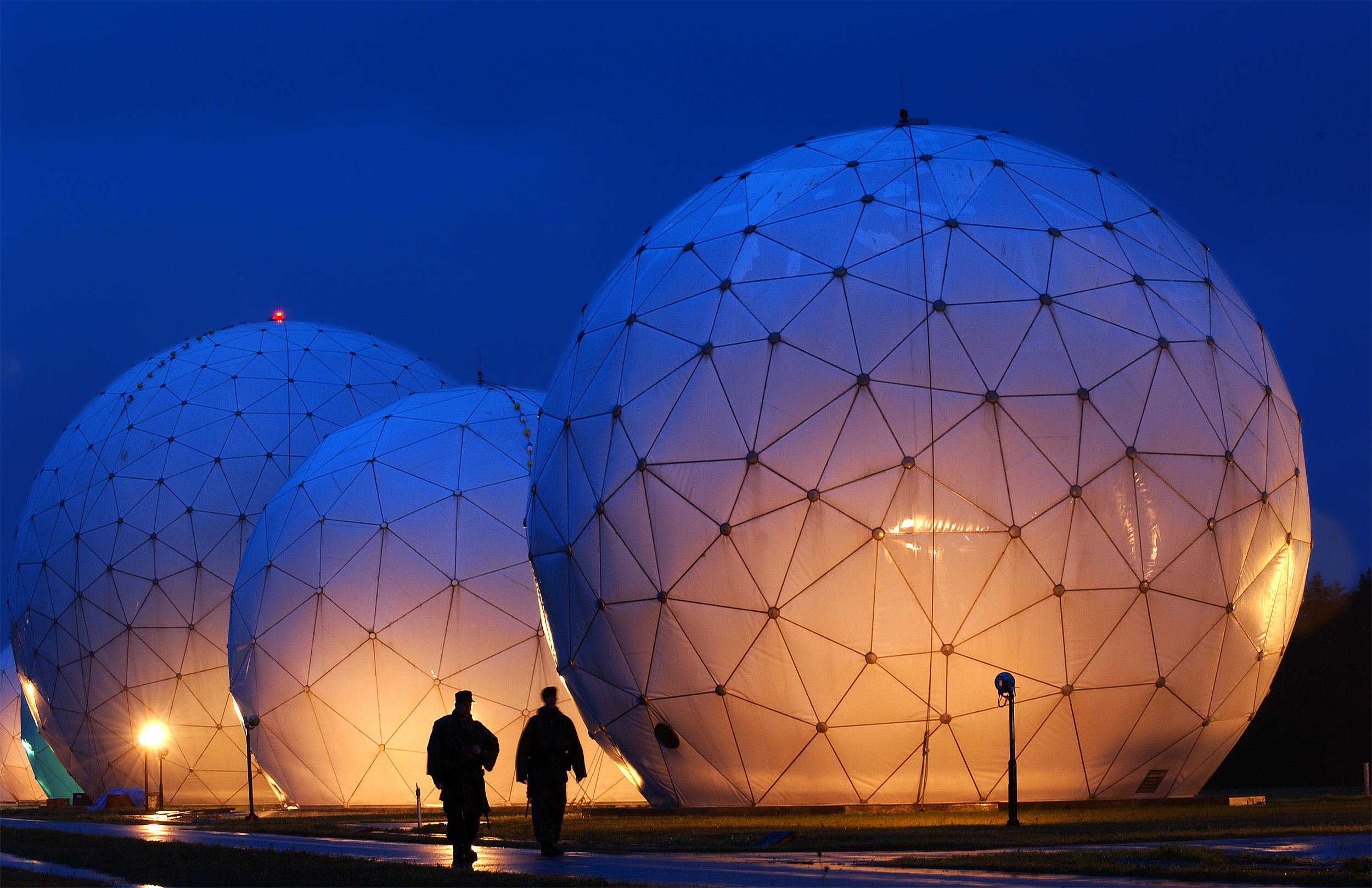
Misawa Cryptologic Operations Center.
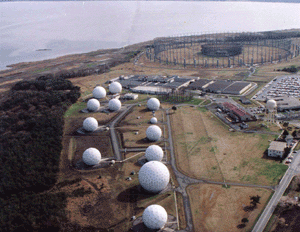
Vue aérienne des installations.
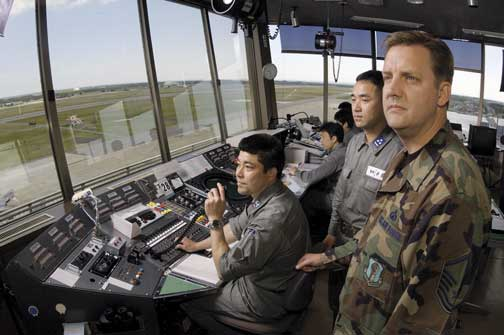
Tour de contrôle de la base.

### Anecdotes historiques
Le lac Ogawara fut l'un des lacs utilisés par la marine de l'armée impériale japonaise pour préparer l'attaque de Pearl Harbor en décembre 1941.
Lors du premier vol transpacifique, Clyde Pangborn et Hugh Herndo, dans l'aéroplane Miss Veedol, décolèrent de Misawa et atterrirent à l'est de Wenatchee, État de Washington.

## Culture locale et patrimoine
- Musée Shūji Terayama
- Musée de l’aviation et de la science de Misawa

## Transports
Misawa possède un aéroport (en).
La ville est desservie par la ligne Aoimori Railway.

## Jumelage
Misawa est jumelée avec Wenatchee et East Wenatchee aux États-Unis.